# Trigo Limpio
Trigo Limpio è stato un trio musicale spagnolo di musica pop attivo tra gli anni settanta e gli inizi degli anni ottanta del XX secolo.
I componenti del gruppo erano  Saizar Amaya, sostituita dopo il suo abbandono nel 1979 da Patricia Fernández Goberna, Iñaki de Pablo e Luis Carlos Gil. Ha rappresentato la Spagna all'Eurovision Song Contest 1980 con il brano  "Quédate esta noche". Il loro brano più famoso rimane "Maria Magdalena" che riuscì a conquistare le prime posizioni delle classifiche di vendita di vari paesi europei fra cui l'Italia. Fu pubblicata anche una versione italiana del brano dal gruppo musicale "Extra".